# Giovanni Battista Riccioli
Giovanni Battista Riccioli (17. dubna 1598 Ferrara – 25. června 1671 Bologna) byl italský astronom, teolog a filosof, jezuita.
Je autorem díla Almagestum novum (1651), v němž zavedl systém měsíční nomenklatury, který se dodnes používá. Pojmenoval mj. nemálo měsíčních moří. Na Měsíci je podle něj pojmenován kráter Riccioli ležící v západním sektoru přivrácené polokoule. Popsal i jev, který se nyní nazývá Coriolisova síla.

## Dílo

### Astronomie
- Geographicae crucis fabrica et usus ad repraesentandam ... omnem dierum noctiumque ortuum solis et occasum, Bologna, 1643;
- Almagestum novum astronomiam veterem novamque complectens observationibus aliorum et propriis novisque theorematibus, problematibus ac tabulis promotam, zv. I-III, Bologna, 1651;
- Geographiae et hydrographiae reformatae libri duodecim, Bologna, 1661 (2. vyd., Benátky, 1672);
- Astronomia reformata, zv. I-II, Bologna, 1665;
- Vindiciae calendarii Gregoriani adversus Franciscum Leveram, Bologna, 1666;
- Apologia R.P.Io. Bapt. Riccioli Societatis Iesu pro argumento physicomathematico contra systema Copernicanum, Benátky, 1669;
- Chronologiae reformatae et ad certas conclusiones redactae tomus primus, zv. I-III, Bologna, 1669;
- Tabula latitudinum et longitudinum, Vídeň, 1689.

### Teologie
- Evangelium unicum Domini nostri Jesu Christi ex verbis ipsis quatuor Evangelistarum conflatum ..., Bologna, 1667;
- Immunitas ab errore tam speculativo quam practico definitionum S. Sedis Apostolicae in canonizatione Sanctorum ..., Bologna, 1668;
- De distinctionibus entium in Deo et in creaturis tractatus philosophicus ac theologicus, Bologna, 1669.